# 卡克米尔河

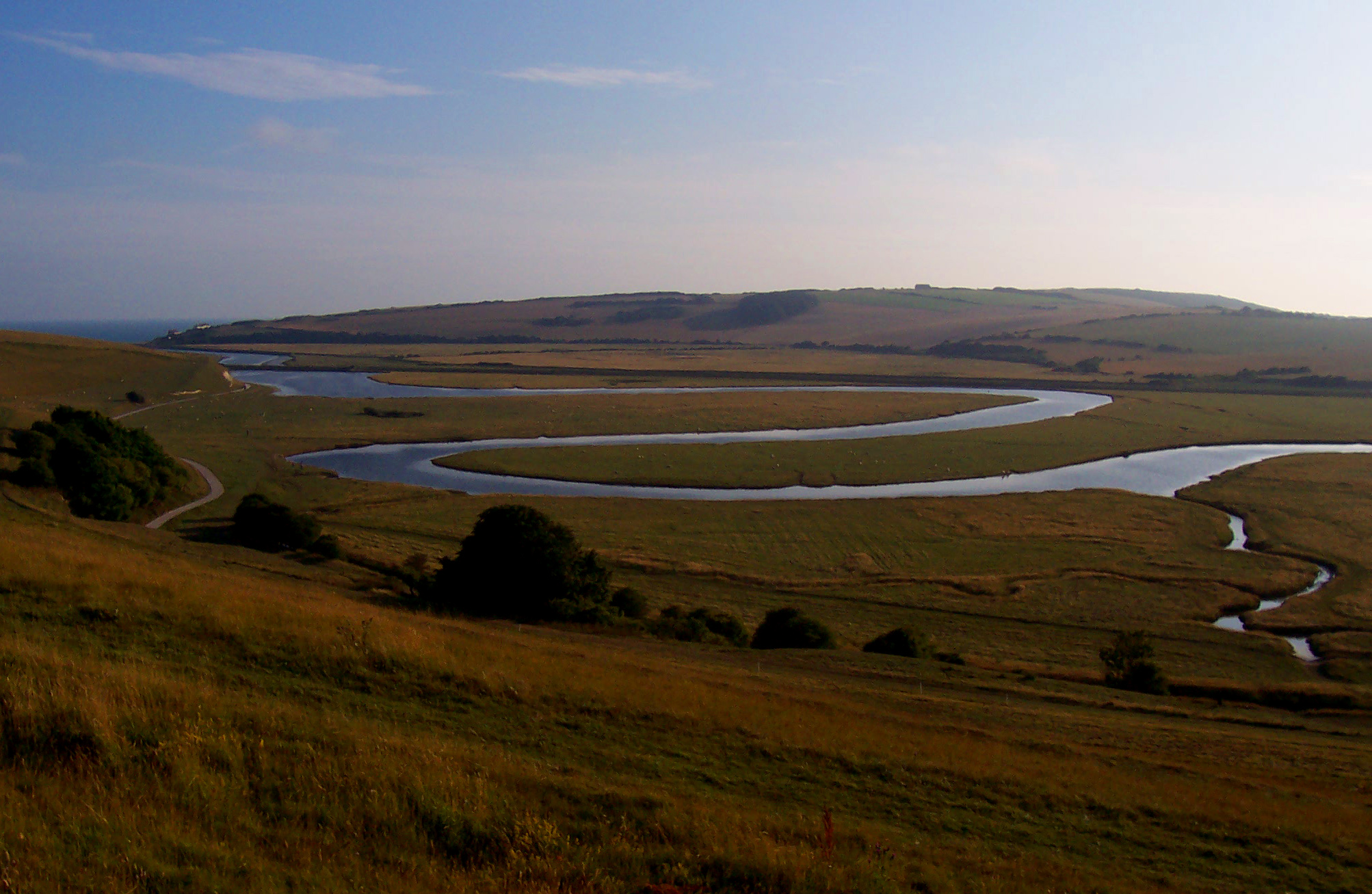
卡克米爾河的河曲

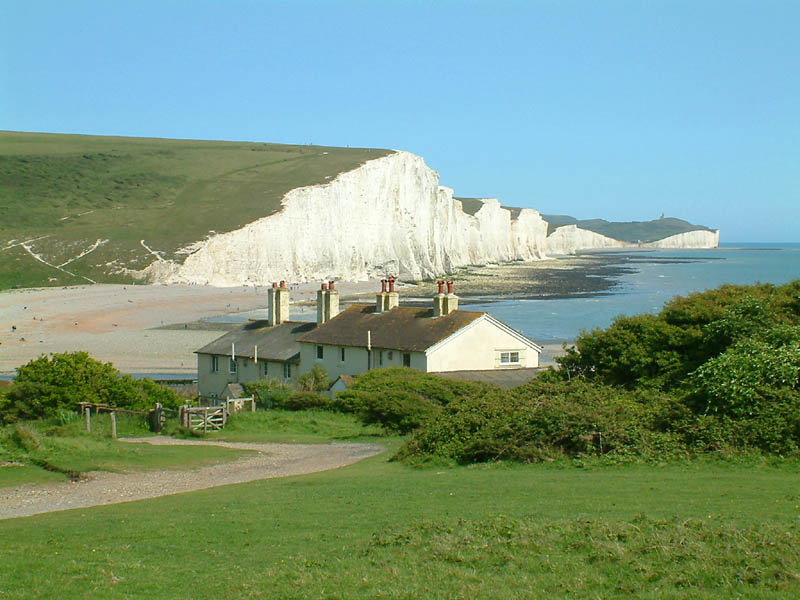
從希福德對出向東望向卡克米爾避風港，會看到七姐妹懸崖和救生艇小屋。

卡克米爾河（英語：River Cuckmere），是一條發源於英國東修適士郡希思菲爾德威爾德地區的南坡上的河流。這條河的名字可能來自古英語，意思是「水流湍急的」，因為它在源頭的6.4公里（4英里）落差了100米（328英尺）。它最終流入英吉利海峽，是蘇塞克斯海岸唯一未開發的河口。

## 簡介
卡克米爾河上端有許多支流；在郝林萊建造的运河为它最为主要的运河。流過低威爾德地區的農田後，它會穿過卡克米爾谷的南部丘陵，最後到達希福德和七姐妹懸崖之間的卡克米爾避風港流注入英吉利海峽。其下游漫灘的河道非常蜿蜒，更成為該區域的特徵。卡克米爾谷自然保護區位於河流下游河口部分，這個山谷對自然保護非常重要。它已被指定作特殊科學價值地點，並計劃為國家公園。

## 歷史和環境問題
卡克米爾谷民政教區因此河谷而得名。19世紀時，他們採取了防禦措施防止上游河谷的洪水，包括定期從河口清理碎石和加固河岸。1846年，他們人工開鑿截彎取直了河道，這次工程除了防止上游河谷的洪水，還令開鑿出的運河流經奧爾弗里斯頓和幫助農業灌溉。此外，他們還蓋高河岸，堤壩來保護該區免受洪水災害。近幾十年來，該地區已成為一個主要的旅遊目的地，旅遊業促進了當地經濟。其中西岸A259公路橫跨處是有名的金帆船公府（Golden Galleon Public House）。但同時，卡克米爾河口的生態也逐漸被破壞。
在過去十年，國家名勝古蹟信託、自然英格蘭、英國環境局、東薩塞克斯郡議會、蘇塞克斯野生動植物信託基金，以及其他各種環境和保育團體確立了卡克米爾河口的合作關係，並共同訂立自然區域的長期計劃。同時，英國政府指引禁止在房屋沒有危險的地方設防洪設施，以防止自然生態被破壞。此外，越來越多的科學證據表明，如果該區返回到其自然狀態，生態將會更加豐富。因此，他們和環境局提出恢復河口原來面貌，並與當地居民、企業和遊客商討未來方向。目前，一個卵石海灘和人工河岸（防洪堤）擔當防止海水滲入卡克米爾谷上部的角色，而英國環境局預計氣候變化帶來的海平面上升會加重防洪設施的負擔，目前的措施也將不足夠。因此，他們打算停止修防洪堤，允許自然現象，如該地區的週期性洪水發生，而維持生態平衡。該計劃的合作者認為，從長遠來看，恢復河口原來面貌和沼澤能提供豐富的生態棲息地，吸引更多的野生動物和提高旅遊效益。
可是，環境局的計劃在山谷中惹起爭議，尤其是部分業主。一些居民成立了一個名為「拯救卡克米爾谷」的組織，嘗試為季節性洪水想出一個替代方案。在2008年初，卡克米爾谷教區委員會發表了一份公開聲明，敦促環境局在短期內採取較溫和的措施，保護運河並在未來25－50年才開展長期計劃。

## 外部連結
- "The Cuckmere Estuary"，「卡克米爾河口合作關係」網頁

50°45′34.1″N 0°8′54″E / 50.759472°N 0.14833°E